# Podolepis gardneri
Podolepis gardneri là một loài thực vật có hoa trong họ Cúc. Loài này được G.L.Davis miêu tả khoa học đầu tiên năm 1957.